# Llanelli Town A.F.C.
Llanelli A.F.C. (wal. Clwb Pêl-droed Llanelli) – półprofesjonalny, walijski klub piłkarski, mający swoją siedzibę w mieście Llanelli.

## Historia
Klub został założony w roku 1896. Pierwsze mistrzostwo Walii zostało zdobyte w 1914 roku. Do 1992 kiedy utworzono półprofesjonalną Welsh Premier League (Llanelli A.F.C było jednym z członków założycieli) klub zdobył łącznie 6 tytułów. Kilkukrotnie starano się o przyjęcie klubu do angielskiego systemu piłkarskiego, jednak bezskutecznie (ostatni raz  w 1951). Po kilku latach kryzysu w latach 90. XX w., i spadku do niższej dywizji, Llanelli AFC ostatecznie powróciło do Welsh Premier League w 2005 roku, a w 2008 wygrało po raz pierwszy w historii tę ligę.
Po zdobyciu wicemistrzostwa Walii w 2006 roku klub zadebiutował w europejskich pucharach. Do tej pory (sezon 2011/12) zagrał pięciokrotnie w tych rozgrywkach. Największym sukcesem jest osiągnięcie z sezonu 2006/07 Pucharu UEFA, kiedy w pierwszej rundzie kwalifikacyjnej Llanelli AFC wyeliminowało szwedzki klub Gefle IF, po zwycięstwie na wyjeździe 2:1 i domowym remisie 0:0. W następnej rundzie eliminacji musiano jednak uznać wyższość duńskiego Odense BK.

## Osiągnięcia
- Mistrz Walii (7):
  - Welsh Football League/ Premier Division (6): 1913/14, 1929/30, 1932/33, 1970/71, 1976/77, 1977/78
  - Welsh Premier League (1): 2007/08
- Puchar Walii:
  - zdobywca (1): 2010/11
  - finalista (2): 1913/14, 2007/08
- Puchar Ligi Walijskiej:
  - zdobywca (1): 2007/08
  - finalista (1): 2010/11

## Europejskie puchary
Legenda do wszystkich tabel:
- Q – runda eliminacyjna, 1/16, 1/8, 1/4, 1/2 – odpowiednia faza rozgrywek, Grupa – runda grupowa, 1r gr – pierwsza runda grupowa, 2r gr – druga runda grupowa, F – finał, R – runda, PO – play-off
- k. – rzuty karne, los. – losowanie, Dogr. – dogrywka, w. – zasada bramek strzelonych na wyjeździe

| Sezon   | Rozgrywki        | Runda | Klub           | Dom | Wyjazd | Ogólnie |
| ------- | ---------------- | ----- | -------------- | --- | ------ | ------- |
| 2006/07 | Puchar UEFA      | 1Q    | Gefle IF       | 0–0 | 2–1    | 2–1     |
| 2006/07 | Puchar UEFA      | 2Q    | Odense BK      | 1–5 | 0–1    | 1–6     |
| 2007    | Puchar Intertoto | 1Q    | Vėtra Wilno    | 5–3 | 1–3    | 6–6, w. |
| 2008/09 | Liga Mistrzów    | 1Q    | FK Ventspils   | 1–0 | 0–4    | 1–4     |
| 2009/10 | Liga Europy      | 1Q    | Motherwell     | 0–3 | 1–0    | 1–3     |
| 2010/11 | Liga Europy      | 1Q    | Tauras Taurogi | 2–2 | 2–3    | 4–5     |
| 2011/12 | Liga Europy      | 2Q    | Dinamo Tbilisi | 2–1 | 0–5    | 2–6     |
| 2012/13 | Liga Europy      | 1Q    | KuPS           | 1–1 | 1–2    | 2–3     |

## Trenerzy
- Alwyn Mainwaring (1992-1993)
- Gil Lloyd (1993-1996)
- Leighton James (1998-2000)
- Mark Evans (2000-2001)
- Gary Proctor (2001)
- Jason Jones (2001-2002)
- Peter Nicholas (2002)
- Leighton James (2002-2003)
- Neil O′Brien (2003-2004)
- Eddie May (2004)
- Nicky Tucker (2004-2005)
- Peter Nicholas (2005-2006)
- Lucas Cazorla (lipiec 2006-czerwiec 2007)
- Andy Legg (kwiecień 2009-listopad 2012)
- Bob Jeffrey (od listopada 2012)